# 길거리 싸움

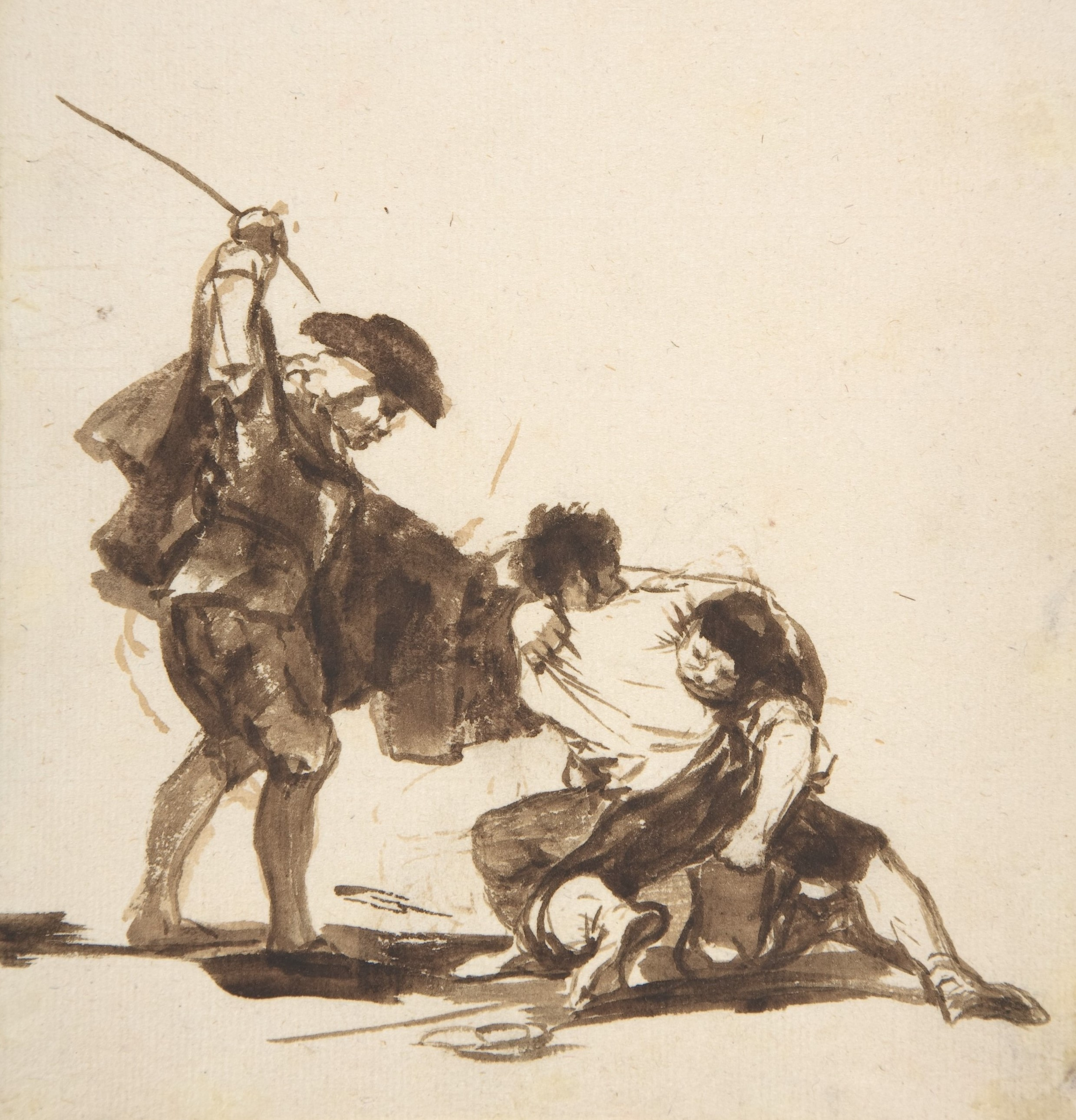
프란시스코 고야, 거리 싸움을 방해하는 남자 (1812 20)

길거리 싸움은 공공장소에서 개인 또는 집단 사이에서 벌어지는 백병전을 뜻한다.일반적으로 공공 장소(예: 거리)에서 일어나며 싸움은 심각한 부상, 또는 사망에 이르게 할 수도 있다. 일부 길거리 싸움은 조직범죄와 관련 되어 있기도 하다.
길거리 싸움은 대개 피하는 것이 가능하지만, 상황에 따라서는 자신의 안전을 보장하기 위해 필요한 경우 무력을 사용하기도 한다.